# فینال جام حذفی فوتبال ایتالیا ۲۰۰۵
فینال جام حذفی فوتبال ایتالیا ۲۰۰۵ پنجاه و هشتمین فصل از رقابت‌های کوپا ایتالیا بود. این مسابقه بین آ.اس. رم و اینتر میلان برگزار شد. در نهایت این باشگاه فوتبال اینتر میلان بود که برای چهارمین بار قهرمان کوپا ایتالیا شد.